# Heinkel He 46
Хейнкель He 46 (нем. Heinkel He 46) — немецкий многоцелевой самолет взаимодействия с войсками периода Второй мировой войны.

## Создание и эксплуатация
He 46 представлял собой одномоторный подкосный высокоплан смешанной конструкции с неубирающимся шасси. Спроектирован в фирме Heinkel. Опытный экземпляр совершил первый полёт в конце 1931 года. Серийное производство началось в январе 1934 года на заводе фирмы Heinkel в Варнемюнде. Также по лицензии производился на заводах фирм Gothaer Waggonfabrik, Siebel Flugzeugwerke, Fieseler и MIAG. He 46 был снят с производства в 1937 году.
В гражданской войне в Испании применялись и истребители He-46, и штурмовики He-46c.
В сентябре 1939 года во вторжении в Польшу принимало участие 5 эскадрилий люфтваффе, вооруженных He 46. Самолёт использовался в качестве разведчика и обеспечение связью и непосредственного сопровождения наступающих передовых войск.
После окончания войны в Польше осенью 1939 года He-46 были сняты с вооружения.
С начала 1940 года начал передаваться в учебные части и ко французской кампании применялся уже ограниченно.
В соответствии с приказом по люфтваффе от 7 октября 1942 года осенью 1942 года началось создание авиаэскадрилий (Störkampfstaffel) и авиагрупп (Störkampfgruppe) лёгких ночных бомбардировщиков, на вооружение которых передавали снятую с вооружения авиатехнику, в том числе He-46C, которые использовались в качестве ночного бомбардировщика даже во второй половине 1943 года (в отчёте о потерях люфтваффе в период с 1 по 11 августа 1943 года на Восточном фронте упоминается потеря одного He-46).
Heinkel He 46 состоял на вооружении ВВС Болгарии с января 1936 года, ВВС Венгрии и франкистской Испании — с 1937 года.

## Варианты и модификации
- He 46С — оснащён двигателем Bramo 322В мощностью 650 л. с., пулеметом MG 15 на верхней турели; в отсеке возможна подвеска до 10-кг бомб.
- He 46D-0 — невооруженный вариант, использовавшийся для демонстрационных полетов в составе Немецкого воздушно-спортивного союза. Изготовлено 6 самолётов.
- He 46Е-0 — партия разведчиков для люфтваффе с двигателями «Пантер» X (735 л. с).
- He 46F — невооруженный учебный вариант для люфтваффе с мотором «Пантер» X. Выпущено 15 машин фирмой MIAG.
- He 46еBu — экспортный вариант для Болгарии, имел двигатель «Пантер» X. Имел два пулемёта MG 17.
- He 46eUn — экспортный вариант для Венгрии, имел двигатель WM 14К, три 8-мм пулемета.[5]

## Лётно-технические характеристики
| Модификация                          | He 46С                                                                   |
| Размах крыла, м                      | 14,00                                                                    |
| Длина, м                             | 9,50                                                                     |
| Высота, м                            | 3,40                                                                     |
| Площадь крыла, м²                    | 32,90                                                                    |
| Масса, кг                            |                                                                          |
| пустого самолёта                     | 1766                                                                     |
| нормальная взлетная                  | 2300                                                                     |
| Тип двигателя                        | 1 ПД Bramo 322В (SAM-22В)                                                |
| Мощность, л. с.                      | 1 х 650                                                                  |
| Максимальная скорость, км/ч          |                                                                          |
| у земли                              | 250                                                                      |
| на высоте                            | 257                                                                      |
| Крейсерская скорость, км/ч           |                                                                          |
| у земли                              | 210                                                                      |
| на высоте                            | 230                                                                      |
| Практическая дальность, км           | 985                                                                      |
| Максимальная скороподъемность, м/мин | 385                                                                      |
| Практический потолок, м              | 6000                                                                     |
| Экипаж, чел                          | 2                                                                        |
| Вооружение:                          | один 7.9-мм пулемет МG 15 у наблюдателя; до двадцати 10-кг бомб в отсеке |

## Страны-эксплуатанты
- нацистская Германия — принят на вооружение люфтваффе в начале 1934 года
- Франкистская Испания — с августа 1936 года применялись исключительно в качестве учебно-тренировочных самолетов[источник не указан 3508 дней]
- Венгрия — принят на вооружение ВВС, самолеты применялись на восточном фронте до марта 1943 года в качестве лёгких бомбардировщиков и разведчиков.